# KwaZulu-Natal
KwaZulu-Natal (/[invalid input: 'icon']kwɑːˌzuːluː nəˈtɑːl/, cũng được đề cập đến là KZN hoặc Natal) là một tỉnh của Nam Phi. Trước năm 1994, lãnh thổ mà nay là tỉnh KwaZulu-Natal vốn là tỉnh Natal và bantustan (khu cách li chủng tộc) của người Zulu.
Vào những năm 1830, khu vực phía bắc của tỉnh từng tồn tại Vương quốc Zulu và phần phía nam trong một thời gian ngắn từng là một Cộng hòa Boer gọi là Natalia (1839–1843). Năm 1843, cộng hòa trở thành Thuộc địa Natal của Anh; người Zulu vẫn duy trì độc lập cho đến năm 1879.
KwaZulu-Natal là nơi sinh sống của người Zulu. Hai khu vực tự nhiên trong tỉnh là: Công viên đầm lầy iSimangaliso và Công viên uKhahlamba Drakensberg, và đã được công nhận là Di sản Thế giới của UNESCO. Nằm ở đông nam của đất nước, tỉnh nằm bên bờ Ấn Độ Dương. Tỉnh có ranh giới với ba quốc gia khác là Mozambique (giáp tỉnh Maputo), Eswatini (giáp các vùng Shiselweni và Lubombo), và Lesotho. Thủ phủ của tỉnh là Pietermaritzburg, và thành phố lớn nhất là Durban.